# Fuerza Armada Nacional Bolivariana
La Fuerza Armada Nacional Bolivariana o FANB rappresenta l'istituzione militare al servizio della difesa del Venezuela ed è costituita da 5 reparti principali: Armada Bolivariana (AB), Guardia Nacional Bolivariana (GNB), Aviación Militar Venezolana (AMB), Ejército Bolivariano (EB) e Milicia Nacional Bolivariana (MNB).

## Storia

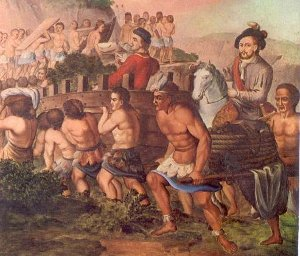
Colonizzazione dei nativi venezuelani da parte degli spagnoli.

Nel 1754, nelle province di Barcelona e Cumaná, fu istituita con carattere permanente il primo battaglione in seguito alle circostanze interne delle provincie venezuelane, oltre che per il crescente interesse strategico sul territorio, con una maggiore valorizzazione della guerra marittima.
La Capitaneria generale del Venezuela fondata nel 1777 costituì in seguito il fulcro politico-territoriale del Venezuela: in essa, sin dall'inizio del XIX secolo, vi erano già le unità dell'esercito coloniale spagnolo che eseguivano le commissioni della Capitaneria, oltre ai coscritti e alle milizie divise in base alla classe sociale alla quale appartenevano i membri.
Ciò nonostante, la vera e propria Istituzione armata del Venezuela nasce il 19 aprile 1810. Tra i suoi successi figurano la partecipazione attiva in favore dell'indipendenza del Paese, con ufficiali omaggiati e onorati: José Félix Ribas, Lino de Clemente (il primo ad essere nominato ministro della Difesa) ed i colonnelli Nicolás de Castro e Juan Pablo Ayala, il capitano Simón Bolívar, che per il suo atteggiamento repubblicano si trovava confinato nella Valle del Tuy e che molto presto avrebbe fatto ritorno alla sua città natale per riprendere la lotta indipendentista.
Designata dal Consiglio supremo di Governo, la Segreteria dell'ufficio conferì al capitano di fregata Don Lino de Clemente le funzioni di "Marina e Guerra", e al colonnello Fernando del Toro il compito di ispezione per il governo militare. Per il Consiglio di Guerra e Difesa delle province del Venezuela furono nominati: il colonnello Fernando del Toro; i comandanti generali Nicolás de Castro e Juan Pablo Ayala; il colonnello di artiglieria José Salcedo e Juan Pires di Ingegneria; il comandante dello squadrone di cavalleria Don Antonio de Solórzano; il comandante del battaglione dei veterani Antonio José Urbina e il capitano Don José de Sata y Bussy come Segretario del Consiglio di Guerra. Nello stesso anno, il Consiglio supremo decretò l'istituzione dell'Accademia Militare per la formazione degli Ufficiali.
Il Consiglio dovette scontrarsi con i primi atti di ribellione: le personalità influenti di Guayana e Coro mostrarono il loro malcontento riguardo alla decisione presa il 19 aprile e manifestarono la sua fedeltà incondizionata alla corona. Dinanzi alla situazione, il brigadiere Francisco Rodríguez del Toro fu incaricato di comandare l'Esercito che dovrà uscire in campagna al fine di sottomettere la provincia di Coro. Tuttavia le condizioni precarie sfavorevoli fecero annullare la spedizione.
A luglio del 1811, dopo che il Venezuela aveva dichiarato definitivamente la propria indipendenza, del Toro fu sostituito dal tenente generale Francisco de Miranda che, dopo aver instaurato una dittatura, venne sostituito tramite una ribellione dal generale Juan Domingo de Monteverde.
Tale cambiamento e la successiva riforma coincidono con i centenari delle principali ricorrenze nazionali, contribuendo a rendere l'esercito più coeso politicamente e dottrinalmente.

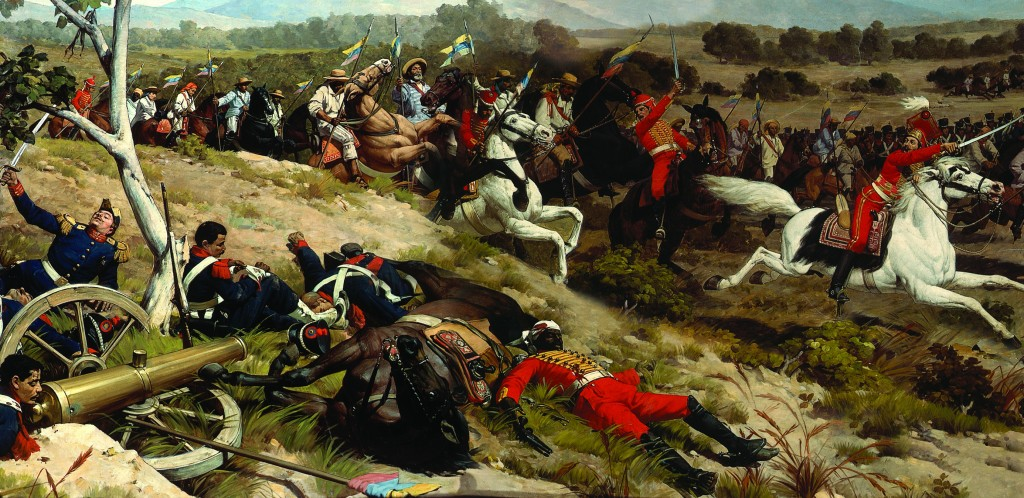
Battaglia di Carabobo.

Dopo la campagna del 1813 comandata da Simón Bolívar e la spedizione di Chacachacare, al comando di Santiago Mariño, si verificarono cruenti episodi militari e battaglie finché il 24 giugno del 1821, a Carabobo, l'Esercito Libertador segnò definitivamente l'indipendenza del Venezuela. Già nel 1819, aveva consolidato la libertà di Nueva Grenada, tramite una guerra che culminò il 7 agosto al Puente de Boyacá. Da Carabobo, Simón Bolívar intraprese la realizzazione dei suoi piani verso sud, e ottenne l'indipendenza di Ecuador, Perù e Bolivia.
Dopo 1830, si formarono nel paese centinaia di movimenti che costrinsero il governo a riformare l'Esercito e dell'Armata. All'interno dell'Esercito, in seguito all'evoluzione tecnico-scientifica, nacquero la Forza Aerea Venezuelana e successivamente la Guardia Nazionale.
Alcuni anni più tardi, una delle riforme più importanti intraprese durante il governo di Juan Vicente Gómez portò alla creazione delle Forze Armate Nazionali, attivate nel 1910 con l'obiettivo di rendere l'esercito nazionale una forza omogenea, moderna e altamente tecnica.

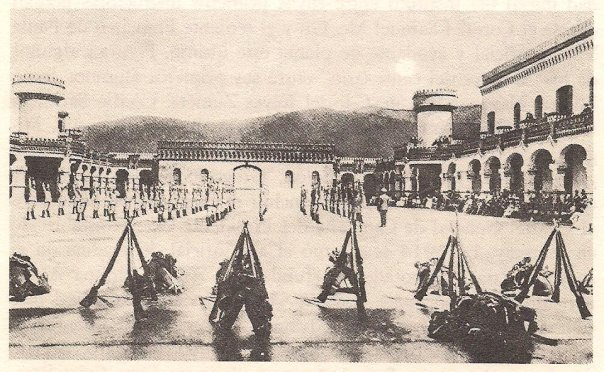
Antica Scuola Militare di Caracas.

Nel 1910 entrò in attività l'Accademia Militare di Venezuela di Caracas (istituita inizialmente nel 1903) e con essa la Scuola Náutica (dopo chiamata Scuola Navale di Venezuela). Viene creata la Scuola di Applicazione Militare per gli ufficiali in servizio attivo, finalizzata ad aggiornare le loro conoscenze militari.
Nel 1913 viene istituito l'Ufficio Tecnico Superiore per elaborare la dottrina militare e gestire l'organizzazione e l'istruzione dell'esercito.
Nel 1920 viene istituita la Scuola di Aviazione Militare del Venezuela e la sede venne inaugurata a Maracay nel 1921.
Tra il 1923 e il 1930 venne approvato un nuovo codice militare che rimpiazzò completamente quello precedente, rispondendo alla nuova situazione politica e militare del paese. Questo processo fu accompagnato dall'ammodernamento delle infrastrutture, degli armamenti, equipaggiamenti e uniformi oltre ad una crescita sostenuta delle spese militari, il tutto reso possibile grazie alle entrate portate dal petrolio. La nuova riforma era basata sul modello dell'esercito tedesco, considerato il più moderno dell'epoca.

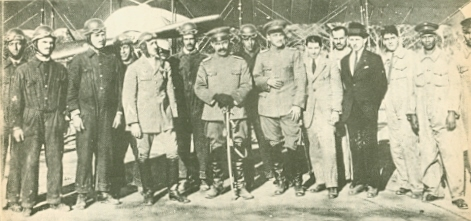
Pionieri dell'Aviazione Militare con il presidente Juan Vicente Gómez.

A partire dal 1945, le forze amate furono ulteriormente sviluppate e molti anni più tardi, nel 1975, entrò in vigore il Piano di Riorganizzazione "CARABOBO" (1975-1990), che enfatizzò il ruolo e gli obiettivi dell'Esercito Venezuelano, considerato "forgiatore della libertà".
Dal primo decennio del 2000, è stato avviato un piano di rimodernamento e sostituzioni degli equipaggiamenti obsoleti nei vari corpi della Forza Armata Nazionale Bolivariana. Tra le acquisizioni del governo si possono menzionare: nuovi aerei da combattimento Sukhoi Su-30 e quelli da addestramento Hongdu JL-8 per la flotta della Aviación Militar Venezolana, l'acquisto dei pattugliatori della spagnola Navantia per la vigilanza costiera e oceanica, e infine radar, avanzati sistemi antimissilistici e antiaerei, carri armati T-72B e veicoli trasporto truppe per l'Esercito Nazionale.
Dal 2000, le donne possono arruolarsi nelle forze armate venezuelane.

## Alto comando e Consiglio superiore
L'Alto comando militare della Repubblica Bolivariana del Venezuela è costituito dal ministro della difesa (un ufficiale della forza armata con il grado di generale in capo o unico ammiraglio in capo), il capo di stato maggiore della difesa, l'ispettore generale, il capo del Comando strategico operativo (Comando Estratégico Operacional), il comandante generale del componente Esercito, il comandante generale della componente Armada, il comandante generale della componente Aviazione militare, il comandante generale del componente Guardia nazionale, e il comandante generale della Milizia nazionale bolivariana.

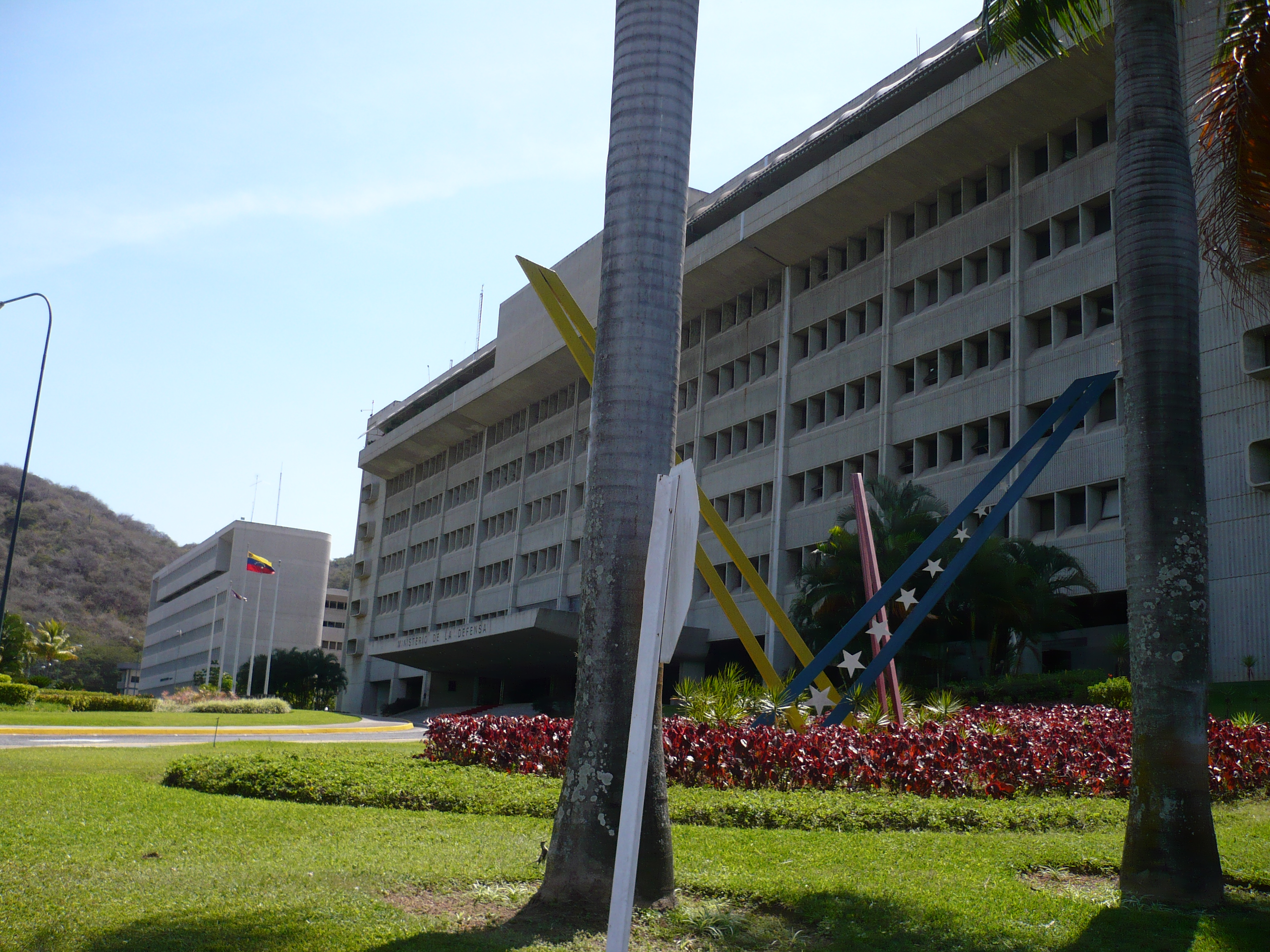
Sede del Ministero del potere popolare della difesa a Fuerte Tiuna, Caracas.

Il Consiglio superiore della FANB è sottoposto all'Alto comando militare ed è il principale organo di consultazione e consulenza del Presidente della Repubblica, del Consiglio di difesa della Nazione e del Ministro del Potere Popolare per la Difesa, in materia di organizzazione, funzionamento, sviluppo e impiego della FANB.

## Comando strategico operativo
Il Comando Estratégico Operacional della Forza Armata Nazionale Bolivariana (CEOFANB) è il massimo organo per la pianificazione, programmazione, indirizzo, esecuzione e controllo strategico operativo congiunto delle forze armate del Venezuela, e dipende direttamente dal Presidente della Repubblica nella sua qualità di comandante in Capo delle Forze Armate. Il CEOFANB delega i lavori amministrativi al Ministero del potere popolare della Difesa, oltre alle funzioni politiche in materia di difesa che gli sono attribuite come organo dell'esecutivo nazionale.
Il CEOFANB è l'organo incaricato del coordinamento degli sforzi bellici e dell'impiego dei mezzi dei differenti componenti della Forza Armata Nazionale Bolivariana e della Milizia, come corpo speciale di supporto. La direzione di questo organo viene svolta da un generale o ammiraglio in capo.
La sua giurisdizione comprende tutta l'area geografica del Paese comprese le aree continentali, marittime e aeree in conformità ai trattati internazionali. Il suo funzionamento e la sua organizzazione sono stabiliti nel capitolo V (articoli 37-50) della Ley Orgánica de la Fuerza Armada Nacional Bolivariana (Legge organica della FANB). Attivo dal 26 settembre 2005, il CEOFANB risponde alla necessità del Paese di concretizzare la dottrina di difesa venezuelana denominata Sistema Defensivo Territorial (Sistema Difensivo Territoriale), che concepisce la difesa nazionale come uno sforzo congiunto entro uno spazio geografico comune. In tal senso, sono state create le Regioni Strategiche di Difesa Integrale (REDI), le Zone Operative di Difesa Integrale (ZODI) e le Aree di Difesa Integrale (ADI).
Al comando del CEOFANB vi è l'ammiraglio in capo Remigio Ceballos Ichazo, mentre il Capo di stato maggiore del reparto è il maggior generale José Ornellas Ferreira.

### Sistema Difensivo Territoriale
Il Sistema difensivo territoriale è una strategia militare difensiva del Venezuela definita come "un insieme di misure e attività patriottiche-bolivariane, giuridiche, di protezione civile, economiche, militari, di sicurezza e ordine interno, di sicurezza cittadina, ambientali, diplomatiche e di organi, entità e imprese che le implementano in tempo di pace e le eseguono in situazioni eccezionali, a livello nazionale, regionale, statale, municipale, parrocchiale e comunale, tanto nel campo della lotta armata, come in quella non armata".
Dopo l'entrata in vigore della Legge Organica della Forza Armata Nazionale Bolivariana del 2009, il Sistema difensivo territoriale è stato distribuito nelle Regioni Strategiche di Difesa Integrale (REDI), Zone Operative di Difesa Integrale (ZODI) e Aree di Difesa Integrale (ADI).

#### Regione Strategica di Difesa Integrale (REDI)
La Región Estratégica de Defensa Integral rappresenta uno spazio delimitato con delle caratteristiche geografiche più o meno comuni con un certo valore strategico per la difesa, definito come: "un raggruppamento territoriale di forze e mezzi in uno spazio del territorio nazionale con caratteristiche geo-strategiche, (...) sulla base della concezione strategica difensiva nazionale per pianificare, condurre e eseguire operazioni di difesa integrale, a fine di garantire l'indipendenza, la sovranità, la sicurezza, l'integrità dello spazio geografico e lo sviluppo nazionale. Nel 2009 sono state create cinque regioni di cui tre aggiunte in seguito:
- REDI Central
- REDI Occidental
- REDI Oriental
- REDI Los Llanos
- REDI Guayana
- REDI Marítima Insular
- REDI Los Andes
- REDI Capital

La prima ad esser stata istituita è la REDI Marítima Insular, che include Nueva Esparta, le Dipendenze Federali e la zona economica esclusiva nel Mare Caraibico; la REDI Los Andes, creata dalla divisione geografica della REDI Occidental per creare una regione tra gli stati di Mérida, Trujillo e Táchira; la REDI Capital è stata l'ultima, prodotta dalla divisione della REDI Central come una regione militare unica per gli stati di Miranda, Vargas e del Distretto Capitale.

#### Zona Operativa di Difesa Integrale (ZODI)
Ogni RODI è a sua volta divisa nelle Zona Operativa de Defensa Integral, i cui territori coincidono con i territori degli stati del Venezuela (ad eccezione delle quattro ZODI della REDI Marítima Insular, suddivisa nella ZODI Occidental, ZODI Central, ZODI Oriental e ZODI Atlántica). Una ZODI viene definita come: "un raggruppamento territoriale di forze e mezzi, in uno spazio geografico compreso all'interno di una Regione Strategica di Difesa Integrale, che può coincidere con uno o vari stati dove si condurranno le operazioni per la difesa integrale e la stessa sarà a carico di un Ufficiale e avranno uno Stato Maggiore, nonché gli elementi operativi e di appoggio necessari per il compimento della sua missione".

#### Area di Difesa Integrale (ADI)
L'unità più piccola del SDT è l'Área de Defensa Integral, suddivisione della ZODI alla quale viene affidato l'impiego tattico delle unità e dei mezzi pronti per il loro compito. Sono definite come: "un raggruppamento territoriale di forze e mezzi, in uno spazio geografico contenuto nelle Zone Operative di Difesa Integrale, che può coincidere con uno o vari municipi, dove si condurranno le operazioni per la difesa integrale a carico di un Ufficiale e che avrà uno Stato Maggiore, nonché gli elementi operativi e di supporto necessari per il compimento della sua missione". Attualmente, nel Paese sono presenti 99 ADI.

## Componenti delle FANB

### Ejército Bolivariano (EB)
L'Ejército, costituito da 210 000 effettivi (inclusi i coscritti), ha la funzione principale di pianificare, eseguire e controllare le operazioni militari terrestri in coordinamento con i restanti componenti della FANB, in modo da garantire la difesa integrale dello Stato. Attualmente, è organizzato in sei divisione operative e in altri componenti: il Comando dell'aviazione dell'esercito, il VI Corpo ingegneri, il Comando logistico e il Comando educativo. L'esercito è composto da unità corazzate, di fanteria, ingegneri, forze speciali e di artiglieria, che gli consento di compiere diversi tipi di operazioni di ponte aereo.
L'esercito rappresenta il ramo più grande delle forze armate venezuelane e l'attuale comandante generale è il Maggior generale Juan de Jesús García Toussaintt.

### Armada Bolivariana (AB)
L'Armada è concepita come una forza navale moderna, media e con capacità oceanica. La missione fondamentale dell'Armata è quella di eseguire, dirigere e controllare le operazioni navali, aeronavali, anfibie, fluviali, di guardia costiera e di supporto alle attività navali al fine di garantire l'esecuzione dei piani di impiego.Il personale stimato è di circa 60 000 persone, con 12 000 nella fanteria e 600 effettivi dell'Aviazione Navale. La catena di comando dell'Armada venezuelana è la seguente: comandante generale, ispettore generale e capo di stato maggiore generale. Inoltre, esiste il Comando navale della logistica, del personale, dell'educazione e delle operazioni, a sua volta formato dal Comando della squadra, fluviale, dell'aviazione navale, della guardia costiera e dalla Divisione di fanteria della Marina. Dal punto di vista operativo, il Paese è diviso nella Zona Navale Occidentale (Punto Fijo) e Orientale (Carúpano) che al momento, copre anche il versante atlantico. L'attivazione dell'Area Navale Centrale (Puerto Cabello), Atlantica (Güiria) e Sud (Caicara del Orinoco) è attualmente nella fase pianificatrice.
La Giornata della Marina viene celebrata nel giorno del compleanno di Simón Bolívar, ovvero il 24 luglio nonché giorno della battaglia finale della guerra d'indipendenza venezuelana, la battaglia del lago Maracaibo, nel 1823. Il comandante generale della marina (al 2015) è l'ammiraglio Franklin Montplaisier.

### Aviación Militar Nacional Bolivariana (AMNB)

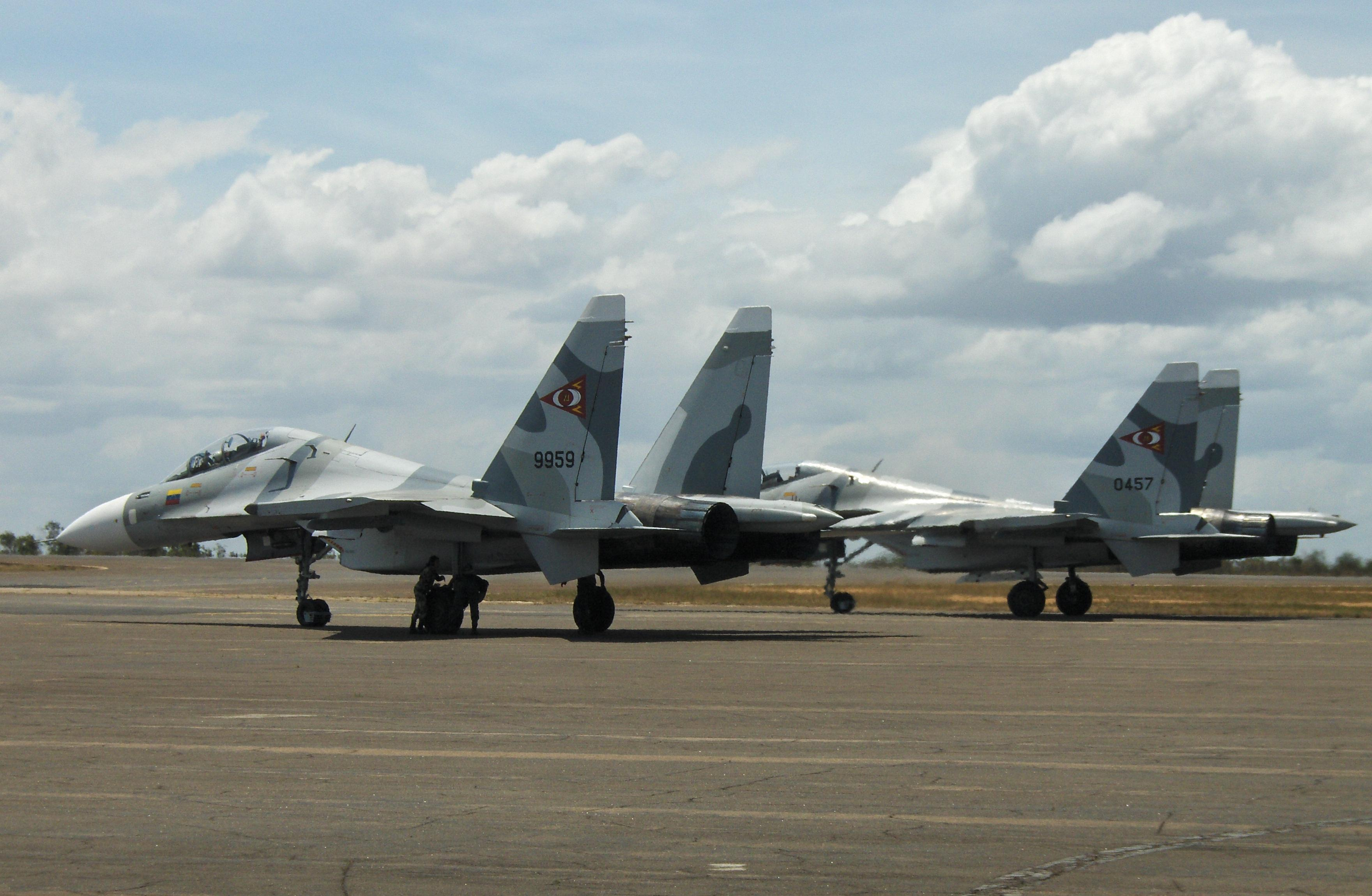
Sukhoi 30 della Forza Aerea Venezuelana

Fondata nel 1946 attraverso la fusione delle rami dell'aviazione militare e navale, l'Aeronautica venezuelana (o Fuerzas Aérea) è organizzata come le altre componenti militari ed è suddivisa nei seguenti comandi: Comando delle operazioni aeree (integrato in tredici gruppi aerei, è composto da squadroni di velivoli da trasporto, elicotteri, aerei da combattimento, caccia velivoli da addestramento), Comando delle forze aeree, Comando aviotrasportato, Comando della logistica aerea, Comando del personale aereo (con la Polizia dell'aeronautica e il Corpo degli ingegneri dell'aeronautica) e il Comando di educazione e addestramento aereo, con l'Accademia delle forze aeree, la Scuola d'addestramento del personale aereo.
L'obiettivo principale dell'AMB è quello di proteggere lo spazio aereo del Venezuela in coordinamento con le altre componenti delle Forze Armate Nazionali. Nel 2007, è stato avviato un programma di espansione e modernizzazione. Il comandante generale dell'Aviazione venezuelana, a luglio 2015, è il maggior generale Edgar Valentín Cruz Arteaga.

### Guardia Nacional de Venezuela (GNV)

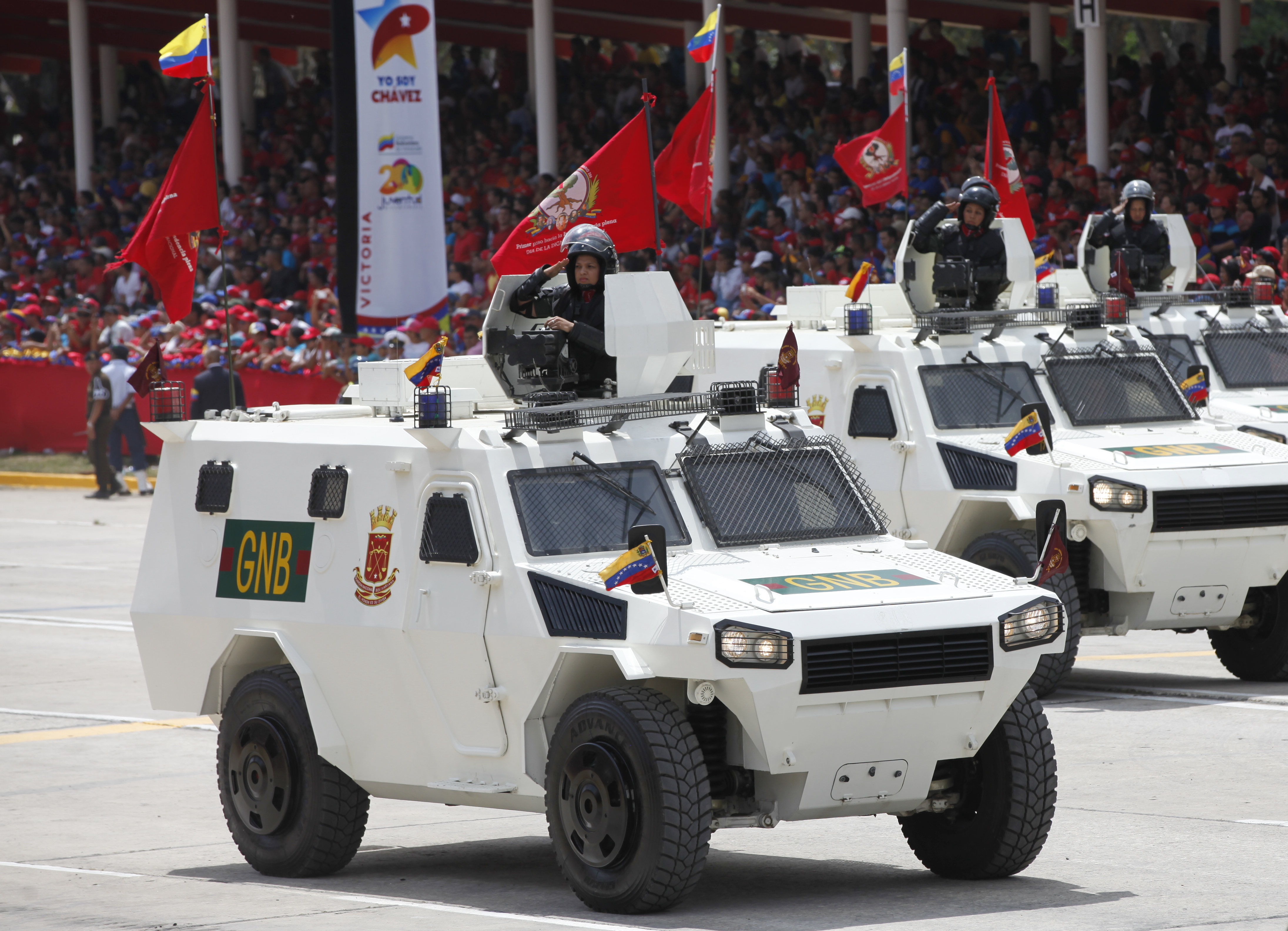
Norinco VN-4 della Guardia Nacional durante la commemorazione della morte di Hugo Chávez a Caracas del 5 marzo 2014.

Nota anche come Fuerzas Armadas de Cooperacion o Guardia Nacional Bolivariana, viene descritta dalla Costituzione come un corpo militare con funzioni di polizia, simile ad altri corpi come l'Arma dei Carabinieri italiana o la Gendarmeria francese. Formata da circa 70 000 truppe, è organizzata in 9 comandi regionali (grandi come divisioni) e 24 comandi a livello di stato (grandi come brigate). Inoltre, è costituita dal Comando di sorveglianza costiera, di supporto aereo, il Corpo degli ingegneri, il Comando del supporto logistico, la Scuola del comando della Guardia nazionale, l'Accademia della guardia nazionale e altre istituzioni poste sotto il Comando educativo. È stato previsto di strutturare la GNB in divisioni poste sotto Comandi territoriali. Nel 2007, la Guardia nazionale è stata rinominata come Guardia Nacional Bolivariana de Venezuela ed è stata ampliata ulteriormente per includere il Commando della guardia popolare nel 2011 e il Comando anti-estorsioni e anti-sequestro nel 2013, con una Divisione per l'azione sociale in fase di sviluppo. Il comandante generale è il maggior generale Nestor Luis Reverol Torres.

### Milicia Nacional Bolivariana (MNB)
Rappresenta una forza autonoma ed ausiliaria delle forze armate, con la propria catena di comando e rami di servizio, e risponde direttamente al Presidente, al Ministero della difesa e al CEOFANB. La Milicia è composta da 400 000 persone a vari livelli di addestramento, anche se le autorità puntano a 1 100 000 uomini e donne nel servizio nazionale part-time, con un nuovo ramo di giovani cadetti tra gli studenti universitari e una componente femminile. Oggi più di 150.000 uomini e donne prestano servizio attivo nella milizia, con piani per avere una forza di mezzo milione di volontari nel 2015. La MNB è stata impiegata in esercizi di allenamento con l'altro servizio rami in preparazione per i doveri della difesa nazionale di guerra. In tutto il territorio nazionale sono dislocati 9 gruppi di riserva, decine di Corpi speciali di resistenza e Unità territoriali della milizia, oltre alle nuove Brigate della guardia nazionale. Il comandante generale della Milicia è il maggior generale dell'esercito Cesar Vega González.

### Guardia de Honor Presidencial

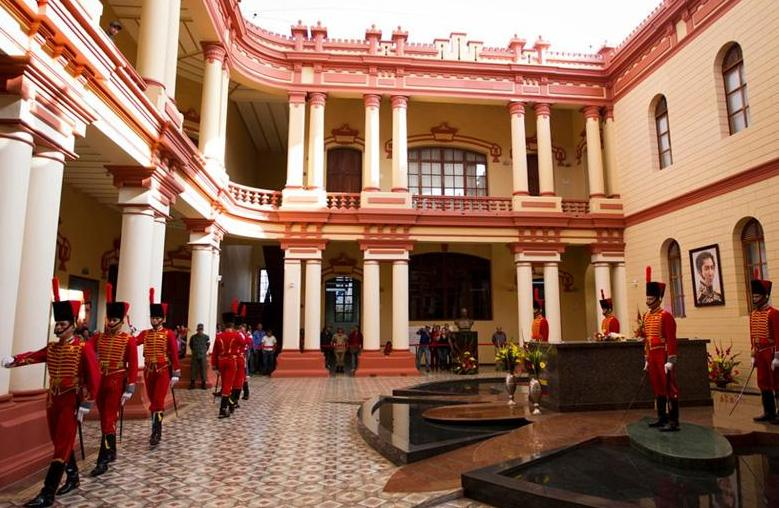
Cambio della guardia al Cuartel de la Montaña.

Costituisce un servizio militare congiunto per garantire la sicurezza immediata del Presidente del Venezuela e la sua famiglia nonché per l'esecuzione di doveri pubblici nei più importanti luoghi del Paese. La Guardia de Honor Presidencial è una brigata composta dal personale proveniente da tutti e cinque i componenti delle FANB e dai servizi di sicurezza civile, ed è guidata da un generale di brigata o un colonnello oppure un equivalente. Rappresenta la guardia d'onore del Presidente nelle cerimonie di insediamento al Palazzo di Miraflores e in ogni attività pubblica come la visita alla Tomba del milite ignoto al Campo de Carabobo, dove si tiene ogni giorno una cerimonia di cambio della guardia a mezzogiorno. Dal 2013, la Guardia è di guardia alla tomba del defunto presidente Hugo Chávez al Cuartel de la Montaña e al mausoleo di Bolivar nel complesso del Pantheon Nazionale del Venezuela, entrambi a Caracas, con compiti di sorveglianza giornalieri con tutti aperti al pubblico.
Il comandante generale della Guardia de Honor Presidencial (al 20 gennaio 2014) è il generale brigadiere Jesus Rafael Salazar Velasquez.

### Intelligence militare
La Dirección General de Inteligencia Militar (DGIM) è l'ufficio incaricato di raccogliere tutti i dati strategici d'intelligence e di coordinare le diverse istituzioni o dipartimenti dell'intelligence militare dei componenti delle FANB e della milizia.
Al 20 gennaio 2014, il capo del direttorato generale è il generale brigadiere Ivan Hernandez Darlan.

## Sistema Educativo Militare
Il Sistema Educativo Militare, in base al Concetto Strategico Militare della Forza Armata Nazionale, ha la missione di formare, capacitare e addestrare:

### Universidad Militar Bolivariana de Venezuela
L'Università militare bolivariana del Venezuela (Universidad Militar Bolivariana de Venezuela, UMBV) è stata creata su iniziativa del governo federale di Chávez, con l'intenzione di promuovere una visione strategica per il Paese e incentivare il pensiero e la strategia militare nazionale ispirata alle ideologie di Simón Bolívar, Simón Rodríguez e Ezequiel Zamora. L'università è stata ufficialmente istituita il 3 settembre 2010, a 200 anni dal giorno della fondazione dell'Accademia militare del Venezuela, per aiutare a comprendere la questione della sicurezza attraverso la completa integrazione di tutte e 5 le accademie di servizio delle Forze Armate Nazionali. La UMBV promuove l'integrazione educativa di tutti e cinque i rami della FANB nonché l'integrazione civica militare. Lo scopo di questo sistema universitario è l'educazione dei suoi cadetti con valori etici, morali, spirituali e socialisti, per prepararli ai doveri di un ufficiale nei vari reparti delle forze armate nazionali e delle milizie, attraverso una formazione umanistica, scientifica, tecnica e sportiva, per adempiere ai compiti inerenti alla difesa e alla sicurezza nazionale, nonché allo sviluppo della nazione. La sede è situata a Fuerte Tiuna a Caracas con filiali a Catia La Mar e Maracay (con una nuova filiale aperta a Fuerte Guaicaipuro a Charallave, Miranda). Dal 2016 il presidente è il generale divisionale Alexis Jose Rodriguez Cabello.

### Universidad Nacional Experimental Politécnica de la Fuerza Armada Bolivariana
L'Università nazionale sperimentale politecnica della FANB (Universidad Nacional Experimental Politécnica de la Fuerza Armada Bolivariana, UNEFA) è un'università pubblica associata alle forze armate venezuelane. Fondata nel 1974 come l'Istituto universitario politecnico delle FAN (Instituto Universitario Politécnico de las Fuerzas Armadas Nacionales), è stata rinominata nel 1999 dal presidente Chávez con il nome attuale. La sua missione riguarda l'addestramento del personale civile nelle FANB e di tutto il personale militare, oltre ai civili nelle abilità educative, ed offre anche programmi di dottorato e studi post-diploma.
Al 2015, il suo presidente è il vice ammiraglio Elisa Amelia Di Tizio, ministro deputato dell'educazione per la difesa nazionale.

## Numeri
La Forza Armata Nazionale del Venezuela è composta da circa 250.000 effettivi (escludendo le riserve), distribuiti nel seguente modo: 110.000 per l'Esercito Nazionale (44%); 92 500 per la Guardia Nazionale (37%); 35.000 per l'Armata Nazionale (14%) e 12 500 per l'Aviazione Militare (5%). Queste cifre sono calcolate in base ai quattro componenti principali, senza contare la Milizia Nazionale che possiede intorno a 300.000 combattenti. Da notare che le percentuali sono calcolate sulla base della quantità totale per componente e le cifre sono approssimate. Il Venezuela occupa il terzo posto nel Sud America per quanto riguarda il numero di effettivi militari ogni 10.000 abitanti.

## Bilancio
Secondo la legge di bilancio approvata per l'anno fiscale 2012, il bilancio stanziato per il settore della difesa è stato di circa 4,995 miliardi $, ovvero il 6,5% del PIL venezuelano. Un'altra fonte indica che l'importo è di 4,508 milioni di dollari, escludendo il credito aggiuntivo concesso dalla Russia di 4 miliardi $, dei quali una metà è stata utilizzata nell'anno fiscale 2012 e l'altra metà nell'anno fiscale 2013, portando il totale ufficiale per il 2012 a 6,5 miliardi $. Ogni anno, il governo bolivariano ha aumentato gli stipendi per i membri delle forze armate con un aumento del 505% delle retribuzioni tra il 1999 e il 2014.
Il continuo declino economico del Venezuela ha drasticamente ridotto, tra le altre cose, le sue spese militari. Secondo lo Stockholm International Peace Research Institute in Svezia, un organismo di ricerca i cui dati sono utilizzati dalla Banca Mondiale, le spese militari del Venezuela sono crollate rapidamente a partire dal 2012. La spesa militare è stata di soli 2,3 miliardi $ nel 2016, molto inferiore a quella del Perù (2,6 miliardi $), nonostante il Venezuela abbia un numero di soldati più alto.

## Giustizia militare
Secondo l'articolo 76 della LOFAN, il sistema della giustizia militare è formata da:
- Circuito giudiziario per il criminale militare
- Prosecutore militare
- Avvocatura militare
- Corpi ausiliari e di ricerca

L'articolo 77 dello stesso atto specifica il supporto logistico e finanziario dell'apparto giudiziario da parte del Ministero della difesa, che fornisce le risorse umane, finanziarie, materiali e tecniche per il suo corretto funzionamento. Allo stesso modo, il Ministero vigila sull'autonomia finanziaria e amministrativa di ciascuno dei membri del sistema della giustizia militare.

## Ranghi e uniforme

### Ranghi e gradi
La riforma più importante dopo circa un secolo è stata quella del 2008, con la riforma della LOFAN che ha stabilito, tra le innovazioni, lo status di commissionato del grado di "ufficiale tecnico". Nella stessa riforma, è stato ufficialmente creato il grado di maggior generale, un grado intermedio che viene dopo il generale di divisione e prima del grado di generale in capo. Nel caso della Marina, il grado di ammiraglio in capo è ora equivalente al generale in capo. Quindi il sistema di classificazione degli ufficiali oggi è più compatibile con quelli usati dalla maggior parte delle forze armate.
Dal 2011 il corpo degli ufficiali è diviso in ufficiali candidati, regolari comandati, soldati delle truppe e dei comandi, gli ultimi tre, insieme al corpo degli ufficiali tecnici, che formano il corpo degli ufficiali regolari e il primo è composto da ufficiali civili.
L'articolo 62 della LOFAN indica l'ordine completo dei gradi militari e i loro equivalenti nella Marina, mentre l'articolo 63 elenca l'ordine completo dei gradi per il personale di servizio non commissionato e l'articolo 69 mostra la gerarchia militare del personale arruolato e le classificazioni nelle FAN.
Gli emendamenti del 2014 per la LOFAN considerano i seguenti come i più alti ranghi per i seguenti corpi di ufficiali:
- Generale divisionale/vice ammiraglio - Corpo degli ufficiali tecnici
- Generale brigadiere/retroammiraglio - Corpo degli ufficiali di truppa
- Generale brigadiere/retroammiraglio - Corpo degli ufficiali candidati commissionati

#### Rango a tre soli
Il grado di maggior generale, immediatamente inferiore al generale in capo e al di sopra del generale di divisione, è stato stabilito nel 2007, in seguito agli emendamenti alla LOFAN e i suoi attuali equivalenti in Marina sono l'ammiraglio e l'ammiraglio in capo. A questi ufficiali viene principalmente affidata la guida delle REDI, dei comandanti generali delle componenti della FANB, dell'ispettorato generale, ricoprendo il ruolo di vice-ministri e temporaneamente di capo del CEOFANB, se il ministro della difesa è in carica, con l'ufficio presieduto da un generale in capo o ammiraglio in capo.
Non si deve confondere questo rango con il grado di generale di stato maggiore utilizzato nella maggior parte delle forze armate del mondo, che è equivalente al secondo grado degli ufficiali generali nella maggior parte degli eserciti e in diverse forze aeree.

#### Rango a quattro soli
Sin dalla guerra d'indipendenza, in Venezuela l'ufficiale più anziano è designato come generale in capo (General en jefe). Quando fu creato, il rango era rappresentato da tre soli (equivalenti alle tre stelle), ma con la creazione nel 2008 del grado di maggior generale, vengono usati quattro soli (quattro stelle). Nella Marina, dal 2008 il grado è chiamato ammiraglio in capo (Almirante en jefe) (precedentemente il 3º grado di sole era quello dell'ammiraglio), usa gli stessi 4 soli sulla controspallina e il distintivo sulla manica rispecchia molto quella dell'ammiraglio della flotta nella Royal Navy britannica.
Dal 2001, 18 ufficiali sono stati promossi a questo rango o al suo equivalente (13 dall'Esercito di cui 3 postumi, 1 postumo dell'Aviazione, 2 della Marina e 1 postumo):
| Nome                                             | Componente                                     | Anno | Note |
| ------------------------------------------------ | ---------------------------------------------- | ---- | --- |
| Generale in capo Lucas Rincón Romero             | Esercito                                       | 2001 | |
| Generale in capo Luis Acevedo Quintero           | Aeronautica                                    | 2002 | Promozione postuma da primo generale in capo dall'Aeronautica                                                                                   |
| Generale in capo Jorge Luis García Carneiro      | Esercito                                       | 2004 | |
| Ammiraglio Ramon Orlando Maniglia Ferreira       | Marina                                         | 2005 | Primo ad esser promosso ad ammiraglio e primo ammiraglio venezuelano a tre stelle in due secoli dopo Luis Brion                                 |
| Generale in capo Raúl Isaías Baduel              | Esercito                                       | 2006 | |
| Generale in capo Gustavo Rangel Briceño          | Esercito                                       | 2007 | Prima promozione a quattro soli per le forze armate                                                                                             |
| Generale in capo Carlos José Mata Figueroa       | Esercito                                       | 2009 | Seconda promozione a quattro soli per le forze armate mentre era capo del Comando operativo strategico                                          |
| Generale in capo Jesús González González         | Esercito                                       | 2009 | |
| Generale in capo Almidien Moreno Acosta          | Esercito                                       | 2010 | Promozione postuma |
| Generale in capo Alberto Müller Rojas            | Esercito                                       | 2010 | Promozione postuma |
| Generale in capo Henry Rangel Silva              | Esercito                                       | 2010 | Secondo ad essere promosso mentre serve come comandante del CEOFANB                                                                             |
| Ammiraglio in capo Diego Alfredo Molero Bellavia | Marina                                         | 2012 | Primo ufficiale di bandiera a quattro soli della Marina a essere nominato ministro della difesa, primo ad essere promosso ad ammiraglio in capo |
| Ammiraglio in capo Carmen Meléndez               | Marina                                         | 2013 | Prima donna ad essere promossa ad ammiraglio in capo e prima donna della storia venezuelana nominata ministro della difesa                      |
| Generale in capo Vladimir Padrino López          | Esercito                                       | 2013 | Primo ad essere promosso a generale in capo mentre era stato nominato comandante del CEOFANB                                                    |
| Generale in capo Jacinto Pérez Arcay             | Esercito                                       | 2014 | Ufficiale generale più anziano nella storia venezuelana ad essere promosso                                                                      |
| Generale in capo Felix Antonio Velazquez         | Esercito                                       | 2016 | Promozione postuma |
| Ammiraglio in capo Francisco de Miranda          | Marina                                         | 2016 | In honor of the bicentennial year since his death in prison and the 210th anniversary of his arrival in Venezuela, promoted posthumously        |
| Generale in capo Gustavo González López          | Esercito (Servizio d'intelligence bolivariano) | 2017 | Primo comandante del SEBIN ad essere promosso                                                                                                   |
| Ammiraglio in capo Remigio Ceballos              | Marina                                         | 2017 | Terzo ad essere promosso ad ammiraglio in capo e primo ufficiale navale ad essere nominato comandante del CEOFANB                               |

#### Comandante in capo
Come previsto dalla costituzione, la carica di comandante supremo delle forze armate venezuelane è sempre stata detenuta dal Presidente del Venezuela. Tuttavia, con la nuova legge emanata nel 2008, il grado di Comandante en Jefe non è solamente una funzione attribuita al ramo esecutivo, ma un vero e proprio grado militare conferito al presidente al suo insediamento, ricevendo una sciabola, una spallina, un nodo a spallina, una controspallina, un distintivo sulla manica e un'uniforme militare completa da utilizzare negli eventi militari. Il distintivo sulla spalla rispecchia la tradizione cubana ma è derivata da quella del rango di ufficiale tedesco.

## Uniforme
Il Ministero della Difesa ha regolamentato l'uso dell'uniforme “Patriota”, con l'intenzione di unificare i criteri, stabilire le norme d'uso, imporlo come uniforme comune per le FANB, ridurre i costi nell'acquisto delle materie prime per la sua realizzazione e quella di altri accessori, oltre a quella di informare i fornitori sulla confezione generale.

### Berretti
Alcune truppe delle FANB indossano dei berretti con colori distintivi per ogni unità o funzione:
| Colore | Colore        | Indossatore                                                                                            |
| --- | ------------- | --- |
| | Nero          | Berretti generici dell'Esercito venezuelano.                                                           |
| Battaglioni delle forze speciali dell'esercito. | Nero          | |
| Fanteria della Marina (dal 2009). | Nero          | |
| | Marrone       | Berretti generici della Guardia nazionale venezuelana.                                                 |
| | Verde foresta | Truppe di fanteria dell'esercito nella giungla.                                                        |
| Truppe montane dell'Esercito. | Verde foresta | |
| Fanterie irregolari/contro-irregolari (caribes). | Verde foresta | |
| | Rosso         | Brigata della Guardia d'onore presidenziale.                                                           |
| Battaglione delle Forze armate della sede generale del ministero della difesa. | Rosso         | |
| 42ª brigata aerea (Esercito). | Rosso         | |
| 311º Battaglione di fanteria "Simon Bolivar" (Esercito). Indossa il berretto rosso come uno dei primi e più vecchi battaglioni di fanteria dell'esercito ancora attivi (creato nel 1942). | Rosso         | |
| | Blu           | Unità di fanteria dell'Aeronautica (Infantería Aérea) e personale della Polizia aerea (Policia Aerea). |
| | Blu scuro     | Battaglione delle sedi dell'Esercito.                                                                  |

## Donne nelle forze armate

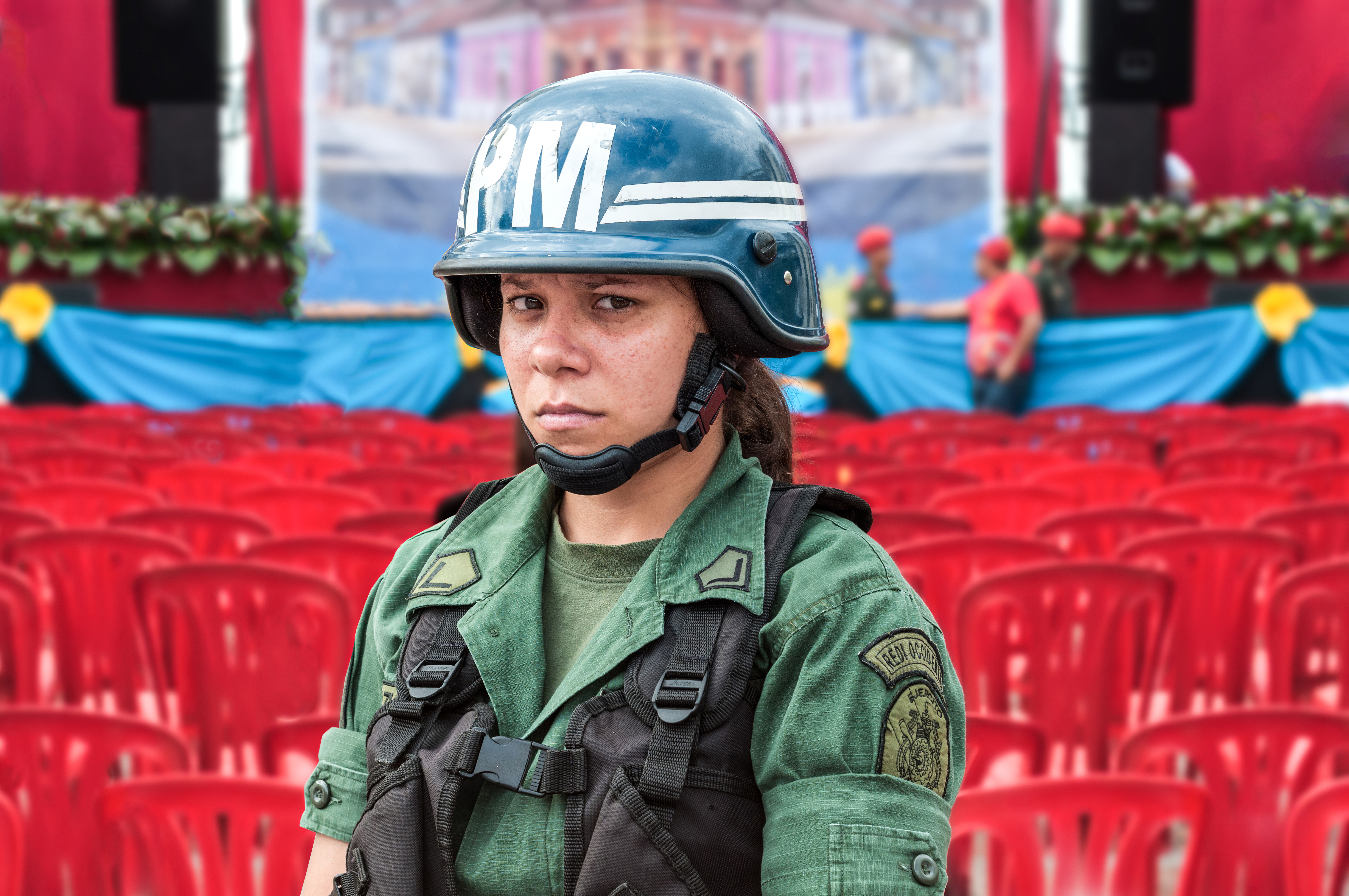
Una donna delle Forze Armate Bolivariane in un incontro presidenziale.

Le donne venezuelane sono integrate nelle FANB: per l'anno 2014 in tutte le accademie di servizio e nelle scuole superiori militari sono iscritte delle studentesse, e oggi ci sono già donne piloti e membri femminili negli equipaggi dell'aviazione e della marina, oltre al personale femminile in servizio nell'esercito di cui alcune hanno raggiunto anche i più alti ranghi militari. Nel luglio 2012 il presidente Chávez affermò:
"non è solo la promozione a una gerarchia, ma la promozione che dà al popolo venezuelano, tutte donne che si sentono orgogliose di essere in un paese che promuove l'inclusione delle donne".
In un articolo pubblicato nel 2010, è stato affermato che "la cultura machista non esiste tra le Forze Armate Nazionali Bolivariane".
Il governo venezuelano considera alcune date come significative per l'integrazione delle donne nelle FANB, tra le quali:
- Luglio 1977: il primo gruppo di donne entra in una scuola di addestramento per ufficiali delle forze armate venezuelane, precisamente nella scuola dell'aviazione a Maracay.
- Giugno 2007: la tenente Yanireth Zárraga è la prima donna certificata come pilota per l'elicottero da trasporto Mil Mi-26[21]
- 4 luglio 2007: viene promossa la prima donna al rango di retroammiraglio[22]
- 28 dicembre 2008: Una donna generale brigadiere fonda la Scuola tecnica militare delle FANB (oggi Accademia tecnica militare) come direttrice, la prima in assoluto ad aver occupato un ruolo dirigente in un'accademia militare in Venezuela[20]
- 5 luglio 2010: il governo venezuelano conferisce a Manuela Sáenz (nota come la "Libertadora del Libertador") il grado di generale brigadiere dell'esercito bolivariano, come "riconoscimento postumo delle virtù dell'eroina dell'indipendenza americana" per i suoi contributi importanti nelle guerre d'indipendenza ispanoamericane[23]
- 27 novembre 2009: prima donna a pilotare un caccia
- 23 gennaio 2012: Bexy Machado è la prima donna a completare un volo su un Beechcraft Super King Air B200 dell'Aviazione venezuelana[24]
- 3 luglio 2012: Carmen Teresa Meléndez Rivas diventa la prima donna promossa a ammiraglio
- 28 maggio 2013: prima donna pilota nel Commando aereo della Guardia nazionale venezuelana[25]

Durante la cerimonia di promozione delle Forze Armate nel Giorno dell'indipendenza nazionale presso la Caserma di Fort Montana a Caracas il 5 luglio 2013, il presidente del Venezuela Nicolás Maduro nominò l'ammiraglio Carmen Teresa Meléndez Rivas, l'allora segretaria presidenziale, come la prima donna ministro della Difesa nella storia della nazione. In seguito è stata promossa come la prima ufficiale femminile di quattro flotte della Marina venezuelana e delle FANB nel suo insieme prima di assumere ufficialmente le sue funzioni ministeriali.

## Ruolo nella politica venezuelana
Dal 1810 al Congresso di Angostura del 1819 che creò la Grande Colombia e dall'indipendenza nazionale nel 1831, le Forze Armate Nazionali contribuirono a plasmare gli affari politici, economici, nazionali e del Venezuela, con molti governi militari che guidarono la nazione fino alla fine degli anni cinquanta. Dopo che Marcos Pérez Jiménez fu allontanato nel 1958, il ruolo delle forze armate negli affari governativi si concluse con l'entrata in vigore della Costituzione del 1961 e la sostituzione da parte dei leader civili del governo militare anti-Jiménez che prese il potere dopo il colpo di stato del 1958. Negli anni seguenti si verificarono due tentativi di golpe da parte dei militari (con l'aiuto di gruppi disillusi dalle politiche del governo negli anni sessanta) e varie repressioni militari di manifestazioni studentesche e civili dalla fine degli anni sessanta in poi, il tutto mentre i gruppi ribelli si combattevano nel territorio nazionale e al confine con la Colombia. Tutto ciò portò al Caracazo del 1989, in cui le guardie nazionali repressero con violenza le attività antigovernative e le rivolte nell'area della capitale, causando numerosi morti e provocando i tentativi di golpe del 1992 e del 1993.
Nel momento in cui Hugo Chávez assunse la presidenza nel 1999, il personale delle forze armate in pensione che prestò servizio con lui fu nominato in vari posti di gabinetto e ricevette dei seggi all'Assemblea nazionale. Chávez consentì al personale militare in pensione di candidarsi per le cariche elettive a tutti i livelli e di ricoprire incarichi governativi di nomina, tranne che per i Ministeri della Difesa e degli Interni.
Nella nuova Costituzione bolivariana del 1999 venne esteso il diritto di voto per le elezioni a tutto il personale di servizio delle forze armate, come sancito dall'articolo 64.

### Colpi di stato militari
Nella storia del Venezuela, le FANB sono state coinvolte in vari golpe, di seguito l'elenco dei principali:
- Giugno 1835: Rivoluzione delle riforme (Revolución de las Reformas)
- Marzo 1858: Rivoluzione di marzo (Revolución de Marzo)
- Maggio 1899: Rivoluzione della restaurazione liberale
- Dicembre 1908: Colpo di stato
- Ottobre 1945: Colpo di stato
- Novembre 1948: Colpo di stato
- Gennaio 1958: Colpo di stato
- Maggio 1962: El Carupanazo
- Giugno 1962: El Porteñazo
- Febbraio 1992: Tentato golpe dell'Esercito
- Novembre 1992: Tentato golpe dell'Aeronautica militare
- Novembre 1993: Tentato golpe della Marina
- Aprile 2002: Tentativo di colpo di stato

### Critiche
Alcune organizzazioni nazionali ed internazionali hanno espresso perplessità riguardo al livello di politicizzazione ed influenza delle forze armate negli affari politici del Venezuela.

## Ruolo nella società venezuelana
Le tragiche inondazioni nello stato di Vargas nel dicembre del 1999 hanno portato il governo a mobilitare le FANB per un'azione rapida per assistere le popolazioni in pericolo e la ricostruzione delle aree devastate. Da quel momento, il Venezuela ha partecipato attraverso le FANB in numerose attività di assistenza umanitaria in vari Paesi del mondo.

### Brigata umanitaria internazionaleSimón Bolívar
È un'unità creata per assistere immediatamente le popolazioni colpite da calamità naturali, sia nazionali che internazionali. Le task forces di questa unità hanno fornito sostegno a Paesi come Nicaragua, Bolivia, Ecuador, Cuba, Haiti, Mali e altre.

### Battaglione 51 "Dra. Migledys Campos Goatache"
È un'unità di dottori civili e militari che fornisce cure mediche nelle aree remote del territorio nazionale e internazionale. Tra le attività internazionali si può ricordare l'assistenza sanitaria alle popolazioni di Haiti.